# Urziceni (Ialomița)
Urziceni is een stad (oraș) in het Roemeense district Ialomița. De stad telt 17.720 inwoners (2004).

## Sport
Voetbalclub Unirea Urziceni kwam van 2006 tot 2011, het jaar van zijn ontbinding, uit in de Liga 1 en werd in 2009 landskampioen.

## Geboren
- Constantin Budescu (1989), voetballer